# 千葉県いすみ環境と文化のさと
千葉県いすみ環境と文化のさと（ちばけんいすみかんきょうとぶんかのさと）は、千葉県いすみ市にある自然環境体験施設。環境庁の方針により1995年(平成7年)に設置された。複数の地区に点在するスポットの総称。

## 活動
ネイチャーセンターを拠点に草木染め、稲刈り、芋掘りなど自然体験プログラムや写真コンテストなどのイベントを行っている。

## 夷隅地区
センター地区
- ネイチャーセンター - さと全体の中心施設
  - 展示フロア
  - 図書室 券 レクチャールーム
  - 工作室
  - 和室
  - 事務所
- 日帰りキャンプ場
- 生態園（田、畑、ハス田、湿性）
- 昆虫広場
- 模擬雑木林
- 池

センター地区以外
- 万木の丘（万木城址)
- ふるさとの森
- 小動物の広場

## 岬町地区
- 照葉樹の森(清水観音)

## 大原地区
- 昆虫の広場
- トンボの沼
- ホタルの里

## 利用案内
- 開館時間： 午前9時 - 午後4時30分
- 休館日： 毎週月曜（祝日の場合は翌日）、年末年始（12月29日 - 1月3日）
- 料金： 無料
- 住所： 千葉県いすみ市万木2050
- アクセス： 大宮インターチェンジより車で50分